# Bharata (empereur)
Pour les articles homonymes, voir Bharata.
Bharata (sanskrit : भरतः, IAST & ISO 15919 : bharata) est un empereur légendaire de l'Inde, ancêtre éponyme de la nation indienne (en sanskrit : Bhārata, et en hindi : Bhārat) auquel se réfèrent les mythologies hindoue et jaïn. Sa capitale était Hastinapur. Il est le fils du roi Dushyanta et de son épouse Shâkuntalâ.
Bharata est une épithète d'Agni, « celui qu'il faut entretenir ».